# Bouddhisme pré-sectaire
 (avril 2015).
- Si vous ne connaissez pas le sujet, laissez ce bandeau (vous pouvez alors contacter les auteurs).
- Si vous supprimez le contenu mis en cause (vous pouvez préalablement contacter les auteurs),

argumentez précisément cette suppression dans la page de discussion
(un manque de référence n'est pas un argument ; une recherche réelle de référence doit avoir été effectuée, être formellement documentée).
Le « bouddhisme pré-sectaire » (traduction de l'anglais « pre-sectarian Buddhism ») est, pour certains spécialistes de langue anglaise, le bouddhisme qui existait avant que n'apparaissent les diverses sectes du bouddhisme. Les autres dénominations employées pour désigner cette première période du bouddhisme sont « le bouddhisme le plus ancien »,, le « bouddhisme originel » et « le bouddhisme du Bouddha lui-même ». Certains spécialistes japonais (tels que Nakamura et Hirakawa), font usage de l'expression « bouddhisme ancien » (Early Buddhism) pour désigner cette première période du bouddhisme, et de l'expression (à prendre sans nuance péjorative) « bouddhisme sectaire » (sectarian Buddhism) pour désigner la période des écoles bouddhistes anciennes qui a suivi.
Le bouddhisme pré-sectaire renvoie au bouddhisme entre la période qui s'étend du premier discours du Bouddha à la première division du Sangha. Cette division s'est produite (d'après la majorité des spécialistes) entre le Second concile bouddhiste et le Troisième concile bouddhiste. Hirakawa place cependant le premier schisme après la mort d'Ashoka. Schopen questionne le fait qu'il y ait eu un bouddhisme unifié s'étant divisé en sectes.

## Sources concernant le bouddhisme pré-sectaire
Les informations sur le bouddhisme pendant la période ayant précédé l'avènement des écoles bouddhistes anciennes sont fondées sur les récits de la vie du Bouddha et de ses enseignements dans les écritures du Canon Pali Theravadin, ainsi que sur les portions existantes des écritures des écoles Sarvastivada, Mulasarvastivada, Mahishasaka, Dharmaguptaka, et quelques autres, qui ne sont pour la plupart disponibles que dans leur traduction chinoise. Il existe également des écritures individuelles rédigées en sanskrit et trouvées au Népal.
Dans les années 1990, les textes gandhariens ont été découverts en Afghanistan. Le corps central de sutras dans ces textes est tellement similaire qu'ils sont considérés comme étant différentes versions du même texte.
Les contenus de ces diverses écritures individuelles pourraient être teintées par les philosophies particulières de ces écoles, ou par des problèmes de traduction. Cependant, puisque diverses traductions de ces textes (de diverses écoles) sont disponibles, des comparaisons peuvent être faites et des conclusions peuvent en être tirées, afin de filtrer les corruptions les plus évidentes.
En comparant les diverses écritures, il est même possible de révéler certaines caractéristiques du bouddhisme originel (et de son environnement) que les traditions ont elles-mêmes oubliées.

## Opinions des spécialistes
La notion de « bouddhisme pré-sectaire » est apparue tout d'abord chez les chercheurs occidentaux, dans les années 1890.[réf. nécessaire] Les bouddhistes, qu'ils aient été Theravada ou Mahayana, acceptaient la fiabilité de leurs canons respectifs.
La phase la plus ancienne des écritures, reconnue par presque tous les spécialistes (l'exception majeure étant Gregory Schopen, professeur d'études bouddhistes à l'Université de Californie), est fondée sur la comparaison entre le canon Pali, les Āgamas chinois, et d'autres portions de canons anciens ayant survécu. Certains spécialistes considèrent que ce noyau commun des écritures des différentes écoles donne une image substantiellement correcte des enseignements originaux du Bouddha. Ce noyau est identifié comme les quatre Nikayas du Sutta Pitaka, à savoir Digha Nikaya, Majjhima Nikaya, Samyutta Nikaya et Anguttara Nikaya, ainsi que le corps principal des règles monastiques, le vinaya.

## Erreurs courantes dans la recherche sur le bouddhisme ancien
Bhikkhu Sujato (en) souligne les erreurs qui affaiblissent généralement la qualité des travaux des chercheurs modernes sur le bouddhisme ancien : « Je me trouve dans l'impossibilité d’accepter nombre de découvertes des [chercheurs] modernes, tout comme d'accepter les traditions des écoles. Il me semble que, même si les travaux modernes ont beaucoup apporté, ils restent prisonniers des problèmes dans lesquels les études bouddhiques, d’une manière générale, sont empêtrées : acceptation sans critique de preuves textuelles qui vont pourtant à l’encontre des découvertes archéologiques ; a priori positif envers les traditions du sud ou celles  du nord ; confiance exagérée dans  des lectures biaisées ou incorrectes de sources secondaires et de traductions ; conceptions simplistes et irréalistes de la vie religieuse en général et plus particulièrement de la vie monacale ; compréhension insuffisante du Vinaya ; transposition à des époques plus anciennes de situations plus récentes ; et peut-être le plus important de tous : un manque de jugement envers le mythe, qui a pour conséquence que l'information 'historique' est coupée du contexte mythique qui lui a donné son sens. »